# Tour der New South Wales Waratahs nach Neuseeland 1921
| Tour der New South Wales Waratahs nach Neuseeland 1921 | Tour der New South Wales Waratahs nach Neuseeland 1921 | Tour der New South Wales Waratahs nach Neuseeland 1921 | Tour der New South Wales Waratahs nach Neuseeland 1921 | Tour der New South Wales Waratahs nach Neuseeland 1921 |
| Übersicht                                              | S                                                      | G                                                      | U                                                      | N                                                      |
| ------------------------------------------------------ | ------------------------------------------------------ | ------------------------------------------------------ | ------------------------------------------------------ | ------------------------------------------------------ |
| Test Matches                                           | 01                                                     | 1                                                      | 0                                                      | 0                                                      |
| Sonstige Spiele                                        | 09                                                     | 8                                                      | 0                                                      | 1                                                      |
| Gesamt                                                 | 10                                                     | 9                                                      | 0                                                      | 1                                                      |
|                                                        |                                                        |                                                        |                                                        |                                                        |
| Neuseeland                                             | 1                                                      | 1                                                      | 0                                                      | 0                                                      |

Die Tour der New South Wales Waratahs nach Neuseeland 1921 umfasste eine Reihe von Freundschaftsspielen der New South Wales Waratahs, des Auswahlteams des australischen Regionalverbandes New South Wales Rugby Union in der Sportart Rugby Union. Das Team reiste im August und September 1921 durch Neuseeland und bestritt zehn Spiele. Dazu gehörte eine Begegnung mit den All Blacks, der neuseeländischen Nationalmannschaft. Die einzige Niederlage mussten die Waratahs im letzten Spiel gegen die Auswahl der Wellington Rugby Football Union hinnehmen.
Nach dem Ersten Weltkrieg war der Rugby-Union-Spielbetrieb in Australien zunächst nur in New South Wales wieder aufgenommen worden (viele Spieler wechselten zu Rugby League, vor allem in Queensland), sodass offizielle Test Matches der australischen Nationalmannschaft erst 1929 wieder stattfanden. 1986 sprach die Australian Rugby Union den Spielen, die die Waratahs zwischen 1920 und 1928 gegen internationale Mannschaften bestritten hatten, den Status von Test Matches zu und wertet sie seither für Australien, während die New Zealand Rugby Union diese Spiele bis heute nicht als solche anerkennt.

## Spielplan
- Hintergrundfarbe grün = Sieg
- Hintergrundfarbe rot = Niederlage

(Ergebnisse aus der Sicht der Waratahs)
| #  | Datum              | Gegner                              | Ort          | Stadion                | Ergebnis |
| -- | ------------------ | ----------------------------------- | ------------ | ---------------------- | -------- |
| 01 | 10. August 1921    | North Auckland Rugby Union          | Whangārei    | Kensington Park        | 17:8     |
| 02 | 13. August 1921    | Waikato Rugby Union                 | Hamilton     | Claudelands Showground | 28:11    |
| 03 | 15. August 1921    | Bay of Plenty Rugby Union           | Rotorua      | Arawa Park             | 20:3     |
| 04 | 18. August 1921    | Poverty Bay Rugby Football Union    | Gisborne     | Childers Road Reserve  | 26:8     |
| 05 | 20. August 1921    | Wairarapa Bush Rugby Football Union | Masterton    | Solway Showgrounds     | 34:5     |
| 06 | 24. August 1921    | Marlborough Rugby Union             | Blenheim     | Lansdowne Park         | 19:11    |
| 07 | 27. August 1921    | Buller Rugby Football Union         | Westport     | Victoria Square        | 25:11    |
| 08 | 31. August 1921    | West Coast Rugby Football Union     | Greymouth    | Victoria Park          | 26:11    |
| 09 | 03. September 1921 | Neuseeland                          | Christchurch | Lancaster Park         | 17:0     |
| 10 | 07. September 1921 | Wellington Rugby Football Union     | Wellington   | Athletic Park          | 8:16     |

## Anmerkung
1. 1 2 3  Wird nur vom australischen Verband als Test Match anerkannt, jedoch nicht vom neuseeländischen Verband.